# Епихин, Дмитрий
Дмитрий Епихин (эст. Dimitri Jepihhin; род. 28 октября 2005, Таллин, Эстония) — эстонский футболист, нападающий клуба «Тренчин» и сборной Эстонии.

## Карьера
В 2022 году стал игроком основной команды «Нымме Юнайтед». В 2023 году перешел в «Пайде». Дебютировал в Премиум лиге Эстонии 3 марта 2024 года в матче с «Вапрусом» (Пярну), отметился забитым мячом. Летом сыграл в матчах квалификации Лиги Конференций УЕФА с «Бала Таун», «Стьярнаном» и «Хеккеном». В феврале 2025 года перешел в словацкий «Тренчин». Дебютировал в чемпионате Словакии 9 марта в матче с «Земплин Михаловце».

## Карьера в сборной
Выступал за национальные команды Эстонии разных возрастов. Дебютировал за основную сборную страны 6 июня 2025 года в матче квалификации Чемпионата мира со сборной Израиля.

### Список матчей за сборную
| Матчи и голы Епихина за сборную Эстонии | Матчи и голы Епихина за сборную Эстонии | Матчи и голы Епихина за сборную Эстонии | Матчи и голы Епихина за сборную Эстонии | Матчи и голы Епихина за сборную Эстонии | Матчи и голы Епихина за сборную Эстонии                  |
| №                                       | Дата                                    | Соперник                                | Счёт                                    | Голы                                    | Соревнование                                             |
| --------------------------------------- | --------------------------------------- | --------------------------------------- | --------------------------------------- | --------------------------------------- | -------------------------------------------------------- |
| 1                                       | 6 июня 2025                             | Израиль                                 | 1:3                                     | —                                       | Чемпионат мира по футболу 2026 (отборочный турнир, УЕФА) |

Итого: 1 матч / 0 голов; 0 побед, 0 ничьих, 1 поражение.